# Warriors of the World
 (mai 2017).
Si vous disposez d'ouvrages ou d'articles de référence ou si vous connaissez des sites web de qualité traitant du thème abordé ici, merci de compléter l'article en donnant les références utiles à sa vérifiabilité et en les liant à la section « Notes et références ».
Albums de Manowar
Louder than Hell Gods of War
Warriors of the World est le 9e album studio du groupe de heavy metal Manowar sorti en 2002.
Il est le premier album de métal à être mixé en DSD et édité sous le format Super Audio CD (le second étant Machine Head de Deep Purple, qui est une réédition remastérisée). Il s'agit d'un Super Audio CD hybride, par conséquent lisible en qualité Compact Disc par n'importe quelle platine CD conventionnelle qui ne saurait reproduire la piste haute définition Super Audio CD.
Le titre Nessun Dorma (Que personne ne dorme) est une reprise de l'opéra Turandot de Giacomo Puccini. Il était interprété durant les concerts par Eric Adams en hommage aux fans italiens avant d'être enregistré en studio et intégré à l'album.
Le groupe a tourné un clip-vidéo du morceau éponyme Warriors Of The World.

## Chansons
Toutes les pistes par Joey DeMaio, sauf indication :
1. Call to Arms - 5:23
2. Fight for Freedom - 4:19 - (DeMaio, Logan)
3. Nessun Dorma - 3:23 - (Puccini, Adami, Simoni)
4. Valhalla - 0:32
5. Swords in the Wind - 5:08 - (DeMaio, Logan)
6. An American Trilogy - 4:12 - (Newbury)
7. The March - 3:52
8. Warriors of the World United - 5:56
9. Hand of Doom - 5:38
10. House of Death - 4:16
11. Fight Until We Die - 3:58

## Formation
- Eric Adams - Chant
- Karl Logan - Guitare
- Joey DeMaio - Basse
- Scott Columbus - Batterie